# Данджи, Челси
Челси Данджи (англ. Chelsea Dungee; родилась 11 мая 1997 года в Окмалги, штат Оклахома, США) — американская профессиональная баскетболистка, выступала в женской национальной баскетбольной ассоциации за клуб «Даллас Уингз», которым и была выбрана на драфте ВНБА 2021 года в первом раунде под общим пятым номером. Играла на позиции атакующего защитника. Помимо этого выступала в женской национальной баскетбольной лиге за команду «Сидней Юни Флэймз».

## Ранние годы
Челси Данджи родилась 11 мая 1997 года в небольшом городе Окмалги (штат Оклахома), дочь Чи Данджи, а училась в соседних городах Престон и Сапалпа в одноимённых средних школах, в которых выступала в местных баскетбольных командах.